# Брошь из Машена
Брошь из Ма́шена — раннесредневековая дисковидная брошь (фибула), обнаруженная близ деревни Машен в районе Харбург, Германия. На лицевой стороне броши расположено эмалевое изображение неидентифицированного святого с нимбом вокруг головы. Брошь датирована IX веком нашей эры и относится к периоду начала христианизации Северной Германии. Находится в постоянной экспозиции Археологического музея Гамбурга.

## Обнаружение
Брошь была обнаружена в 1958 году во время раскопок позднего саксонского кладбища, расположенного на расстоянии 1200 метров к юго-востоку от центра деревни Машен в районе Харбург, Нижняя Саксония. При добыче песка для строительства были случайно обнаружены два тумулуса бронзового века. Дальнейшие раскопки позволили обнаружить обширный позднесаксонский могильник из 210 захоронений.
21 захоронение было ориентированы в направлении юг—север, а большинство, 189 захоронений, были расположены в ориентации запад—восток. Дисковидная фибула была найдена в могиле № 54, принадлежавшей богатой женщине; украшение лежало лицевой стороной вниз на груди женщины. Возможно, такое положению было придано в надежде обеспечить усопшей спасение души или заступничество изображенного на фибуле святого. Захоронение датируется IX веком, что совпадает с началом активной христианизации северной Германии.

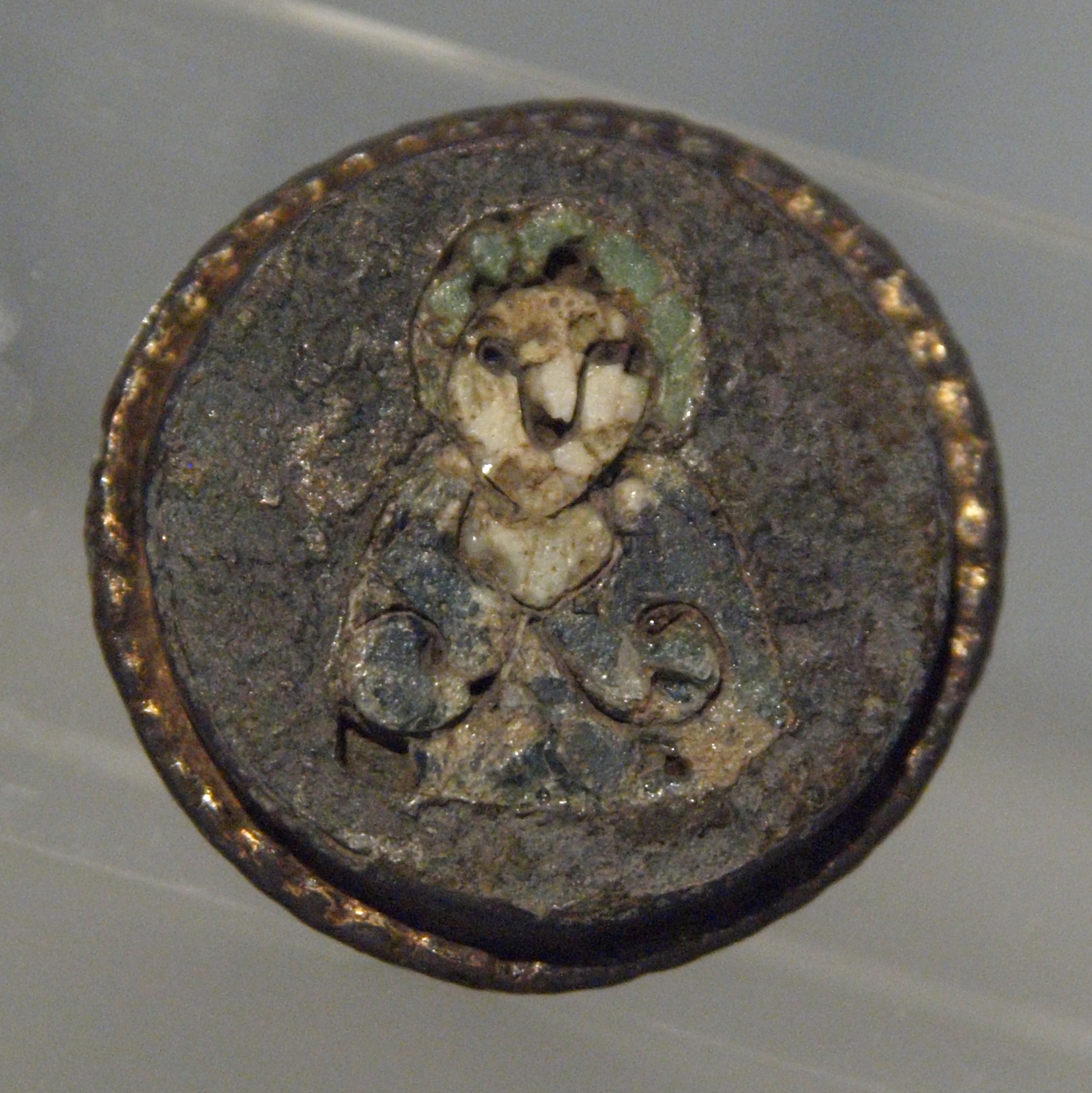
Брошь из Тоштеда

Ранее было обнаружено около ста фибул такого типа, однако все они были случайными находками, либо обнаруженными на поверхности, без привязки к конкретному захоронению, из-за чего точное датирование этого типа украшений было невозможно.
В конце 2012 года в районе Тоштедт была обнаружена практически идентичная брошь, вероятно, изготовленная в районе Нижнего Рейна. Количество находок указывает на то, что изделия такого типа были достаточно популярны, в особенности в регионе Нижней Эльбы, где их количество особенно значительно.

## Описание
Диаметр броши составляет 30 мм. Она состоит из круглой медной пластины, на которую нанесен слой стекловидной перегородчатой эмали. Игла крепления не сохранилась, оставшиеся петли указывают на то, что это была игла с цилиндрической пружиной. И металлические части, и эмалевое покрытие слегка изношены. Радиологический анализ указал, что слой эмали имеет толщину в 0,4 мм.
На лицевой стороне броши изображен погрудный портрет человека с нимбом над головой, что позволяет сделать вывод, что это святой или, возможно, Христос, однако установить это достоверно не представляется возможным ввиду схематичности изображения. Черты лица фигуры обозначены с помощью изогнутого медного стержня с петлями на концах, петли изображают глаза, а изгиб между ними — нос. Рот и другие детали не обозначены вовсе. Лицо и шея сделаны из бело-зеленоватой эмали, нимб — синей. Одежда фигуры состоит из двух частей — верхняя, напоминающая плащ или мантию священника, выполнена из зелёной эмали и украшена двумя выпуклыми медными петлями, нижняя — темно-синего цвета.